# Histoire du mouvement képlérien
 (mai 2025).
Si vous disposez d'ouvrages ou d'articles de référence ou si vous connaissez des sites web de qualité traitant du thème abordé ici, merci de compléter l'article en donnant les références utiles à sa vérifiabilité et en les liant à la section « Notes et références ».
 (mai 2025).
 (août 2025).
On appelle mouvement képlérien la description du mouvement des planètes par Johannes Kepler (1571 - 1630) à l'aide de lois générales appelées les lois de Kepler. L'établissement de ces lois a été réalisé empiriquement par Kepler à partir des tables établies par son maître Tycho Brahe. Elles constituent, avec la révolution copernicienne qui l'a précédé, un tournant dans l'histoire des sciences qui prit naissance au début du XVIIe siècle.
Environ cinquante ans plus tard, la mécanique rationnelle naît avec les Principia publiés par Isaac Newton. Ces travaux sont à l'origine de la mécanique céleste classique ; en particulier, elles permettent de démontrer les lois cinématiques de Kepler à partir de considérations de dynamique. Le mouvement képlérien, né de façon empirique, a donc trouvé une justification théorique ainsi qu'une description plus précise. Durant le siècle suivant, le XVIIIe, et jusqu'au XXe siècle, les mathématiciens et physiciens ont travaillé à éclaircir cette théorie, que ce soit en redémontrant ses lois où en leur trouvant de nouveaux champs d'application.

## Avant Kepler

### Dans l'Antiquité
Ptolémée (90-168) effectue des travaux sur l'équant.

### AuXVIesiècle
Au XVIe siècle, les scientifiques principaux qui ont étudié le mouvement des planètes sont Copernic (1543), à l'origine de la « révolution copernicienne » et Tycho Brahe (1546 - 1601) avec son « équivalence des systèmes ».
Copernic avait soutenu en 1543 que les planètes tournaient autour du Soleil, mais il s'appuyait sur le mouvement circulaire uniforme, hérité de l'antiquité grecque, et les moyens mathématiques n'étaient pas si différents de ceux utilisés par Ptolémée pour son système géocentrique.

### Prédécesseurs directs
À la même époque que Kepler, plusieurs savants travaillent à justifier ou améliorer le modèle copernicien.
Galilée (1564 - 1642) a été le premier astronome à utiliser une lunette astronomique. Ses travaux sur le mouvement des corps célestes concernent notamment
les orbites circulaires, et les quatre plus grands satellites de Jupiter, qu'il avait initialement appelés satellites médicéens en l'honneur de ses mécènes, la famille des Médicis.
Les autres précurseurs de Kepler de cette époque sont Jeremiah Horrocks (1619 - 1641), et le centre de masse, et John Wallis (1616 - 1703) et ses travaux précurseurs de Isaac Newton, sur le centre de gravité du système Terre-Lune.

## Leslois de Kepler, puis leslois du mouvement de Newton
Les lois de Kepler (1609 - 1618) décrivent les propriétés principales du mouvement des planètes autour du Soleil. Elles ont été découvertes par Johannes Kepler à partir des observations et mesures de la position des planètes faites par Tycho Brahe. Ces mesures étaient très précises pour l'époque, mais elles ont nécessité des calculs laborieux, afin de vérifier les lois qu'il a établies.
Les orbites elliptiques, telles qu'énoncées dans les deux premières lois de Kepler permettent d'expliquer la complexité du mouvement apparent des planètes dans le ciel sans recourir aux épicycles  des modèles précédents (modèle ptoléméen pour l'Antiquité, et modèle copernicien pour ses contemporains).
Malgré le retentissant procès de Galilée (qui dut abjurer sa conception copernicienne de l'univers le 21 juin 1632), le philosophe et mathématicien René Descartes verra, quelques années plus tard, le triomphe de sa méthode, d'après laquelle les sciences de la Nature reposent sur la méthode expérimentale,. Pendant un temps, la théorie des tourbillons de René Descartes fut une rivale de la théorie de Newton, puis elle fut rapidement supplantée par celle de Newton.
Christopher Wren fit le pari avec Halley et Hooke qu'une loi sur la gravitation pouvait expliquer les orbites elliptiques.
En 1679, Robert Hooke fut le premier à remarquer que l'attraction entre deux corps célestes semblait être inversement proportionnelle au carré de la distance entre ces deux corps.
En 1680-1681, John Flamsteed adresse trois lettres à Isaac Newton où il lui présente sa théorie fondée sur l'existence de forces d'attractions et de répulsions semblables à celles de deux aimants entre le Soleil et la comète. Mais Newton récuse à l'époque la possibilité d'une interaction entre les deux astres : il n'applique pas encore aux comètes, qui pour lui ont une trajectoire rectiligne et n'appartiennent pas au système solaire, les mêmes règles que pour les planètes.
En 1687, s'appuyant sur les travaux de Galilée, Kepler et Huygens, Isaac Newton établit la loi de la gravitation qui lui permet d'expliquer les trois lois de Kepler.
Les mesures de différents scientifiques de l'époque confirmèrent les travaux de Newton. Il s'agit en particulier des travaux de Jean Richer (1672, en Guyane), Jean Picard (1620 - 1682), et Halley : à Sainte-Hélène, Edmond Halley confirma l'influence de la latitude sur la période des horloges à balancier (due à une différence infime de force centrifuge au niveau de l’équateur).

## Quelques démonstrations mathématiques du mouvement képlérien
Depuis la découverte des trois lois de Kepler sur le mouvement des planètes, il y a de nombreuses démonstrations relatives au mouvement képlérien dont les plus anciennes datent du XVIIe siècle. En voici quelques-unes.

### Newton (1684)
La première, celle de Newton en novembre 1684, est géométrique, le temps étant évalué par l'aire balayée (2e loi de Kepler) : l'analyse en est faite dans l'Exégèse des Principia.

### Hermann (1710)
La plus simple (1710 et 1713) est celle de Jakob Hermann (1678-1733), élève de Jacques Bernoulli (1654-1705) : il écrit à Jean Bernoulli (1667-1748) : on remarque que l'hodographe est un cercle (notion de vecteur excentricité) : en calculant le produit scalaire e.r, on trouve l'ellipse et son péricentre. L'analyse est faite dans Invariant de Runge Lenz.
Laplace la reprendra dans son traité de « Mécanique Céleste ».
Que cela est vite dit dans notre langage moderne ! En réalité, la démonstration géométrique est la remarque classique sur le rôle des podaires dans le cas de champs centraux. Danjon remarque (avec Hamilton) que l'antipodaire de l'inverse d'un cercle est une conique : cela était enseigné encore au baccalauréat des années 1960 (Cf. Camille Lebossé & EMERY, cours de mathématiques élémentaires).
Quant à Hermann, c'est un tour de force :
Il possède trois intégrales premières en coordonnées cartésiennes tirées de {\displaystyle {\ddot {x}}=-gR^{2}\cdot x\cdot r^{-3}} et idem en y.
- {\displaystyle C:=x{\dot {y}}-y{\dot {x}}}
- {\displaystyle E_{x}:={\frac {x}{r}}-{\frac {C}{gR^{2}}}\cdot {\dot {y}}}
- {\displaystyle E_{y}:={\frac {y}{r}}-{\frac {C}{gR^{2}}}\cdot {\dot {x}}}

Éliminer la vitesse : on trouve {\displaystyle x\cdot E_{x}+y\cdot E_{y}=r-p} : c'est une ellipse (Cf. conique, Kepler).
Mais comment a-t-il trouvé les deux intégrales premières du vecteur excentricité ? par un raisonnement analytico-géométrique horriblement compliqué ! On sait aujourd'hui le faire par la théorie de la représentation linéaire des groupes (Moser et SO(4) (en) : 1968). On trouvera sur ce sujet un article d'Alain Guichardet dans la Gazette des mathématiciens (été 2008).

### Transmutation de la force par Newton
La plus surprenante est celle de la transmutation de la force (Newton, retrouvée par Goursat (1889)).

### Keill(1708): démonstration mathématique
La classique : Newton-Keill (en 1708) - Jean Bernoulli (1719)
Le problème est plan, si la force est centrale. Le plan de phase est donc ({\displaystyle x,y,{\dot {x}},{\dot {y}}}). Les deux équations du PFD (principe fondamental de la dynamique) sont :
{\displaystyle {\ddot {x}}=-\Omega ^{2}\cdot x}
et la même en y. [Évidemment {\displaystyle \Omega } dépend de r!].
Cette notation rappelle celle de Hooke. Mais elle n'a rien à voir, sinon que la symétrie est centrale.
Choisir trois fonctions invariantes par rotation : 
- {\displaystyle I:=1\cdot (x^{2}+y^{2})=r^{2}}, strictement positif,
- {\displaystyle J:=1\cdot (x{\dot {x}}+y{\dot {y}})}, de sorte que {\displaystyle {\dot {I}}=2J(=2r{\dot {r}})},
- {\displaystyle \ K:={v^{2}}/{2}}, énergie cinétique.

Remarquer cette particularité : r² est choisie comme variable, et non r. Et comme J est non nulle, I va jouer le rôle d'une échelle de temps au moins sur une demi-période, du périgée à l'apogée.
Démontrer que le problème se réduit au système différentiel (S) :
- {\displaystyle {\dot {I}}=2J}
- {\displaystyle 2{\dot {J}}=K-I\Omega ^{2}(I)/2} (théorème du viriel !)
- {\displaystyle {\dot {K}}=-J\Omega ^{2}(I)} (loi de Newton!)

Keill utilise alors l'échelle de temps I ; le système se réduit à :
- {\displaystyle 4{\frac {d(J^{2})}{dI}}=2K-I\Omega ^{2}}
- {\displaystyle {\frac {dK}{dI}}=-\Omega ^{2}/2}

En éliminant Omega² (et quelle que soit sa valeur ! donc c'est vrai pour toute force centrale !)
{\displaystyle K={\frac {J^{2}}{2I}}+{\frac {C_{o}^{2}}{2I}}}.
C'est un vrai tour de force : au début du XVIIIe, on vient de réécrire :
{\displaystyle 2KI=v^{2}\cdot r^{2}=[{\vec {r}}\cdot {\vec {v}}]^{2}+[{\vec {r}}\wedge {\vec {v}}]^{2}=[{\vec {r}}\cdot {\vec {v}}]^{2}+C_{o}^{2}}
Emmy Noether connaissait-elle cette démonstration due à l'invariance par rotation ?
Puis, l'invariance temporelle donne la conservation de l'énergie :
{\displaystyle 1.\cdot H=K+V(I)}, où V(I) est l'énergie potentielle relative à la force centrale (= {\displaystyle -{\frac {1}{2}}\int \Omega ^{2}dI)}
Ces deux ensembles de surfaces feuillettent l'espace (I, J, K) et leur intersection donne l'orbite du mouvement dans cet espace.
Éliminer K conduit à travailler dans le demi-plan ({\displaystyle I,2J={\dot {I}}}), c'est-à-dire dans un plan de phase presque usuel (on joue avec r² plutôt qu'avec r) :
{\displaystyle H={\frac {J^{2}}{2I}}+{\frac {C_{o}^{2}}{2I}}+V(I)},
ce qui est l'équation de Leibniz (1689), mais en notation I = r². (Remarquer que tout résulte de cette circonstance, non évidente du temps où les vecteurs n'existaient pas) :
{\displaystyle x{\dot {x}}+y{\dot {y}}=r{\dot {r}}})
et pour finir, dt = dI/2J donne le mouvement sur cette orbite de phase et la primitive de 2J(I) donne l'action S(I) du problème.
Évidemment, actuellement, nous repasserions immédiatement en coordonnées (r et r'). Il n'empêche que voilà décrite la solution de Keill qui témoigne d'une virtuosité tombée dans l'oubli de l'Histoire. La suite est très classique et correspond à différents paramétrages dans le cas de Kepler. L'équation de Leibniz se réécrit dans ce cas :
{\displaystyle H\cdot 8r^{2}-4C_{o}^{2}+8(GM)\cdot r=4J^{2}}
qui est une conique en J et r, ellipse si H est négatif de grand axe {\displaystyle 2a=-{\frac {(GM)}{H}}} :
Il est usuel alors de paramétrer via l'« anomalie excentrique » :
{\displaystyle r=a\cdot (1-e\cos {\phi })},
et « miraculeusement » :
{\displaystyle \omega \cdot dt={\frac {r}{a}}\cdot d\phi } ,
qui s'intègre en donnant la fameuse équation de Kepler.
En contrepartie l'équation en thêta est légèrement plus compliquée à intégrer (primitive de {\displaystyle {\frac {1}{r}}}) d'où :
{\displaystyle tan{\frac {\theta }{2}}={\sqrt {\frac {1+e}{1-e}}}\cdot tan{\frac {\phi }{2}}}.

### Clairaut(1741): démonstration mathématique
La méthode de Clairaut (1741), reprise par Binet consiste à écrire l'équation de Leibniz à l'aide de u := 1/r :
{\displaystyle {\dot {r}}^{2}=2H+2gR^{2}\cdot u-C^{2}\cdot u^{2}}
et cette fois le paramétrage adéquat est :
{\displaystyle u:=1+e\cdot \cos \alpha } et {\displaystyle {\dot {r}}:=e\cdot \sin \alpha }
ce qui conduit à {\displaystyle d\theta =d\alpha } ! la trajectoire est donc une ellipse.
Mais la deuxième intégration conduit à {\displaystyle dt=kd\alpha \cdot 1/u^{2}} plus difficile à intégrer (mais tout à fait faisable !)
Voir aussi Échelle de temps en mécanique classique#Méthode de Clairaut-Binet

### Lagrange(1778): démonstration mathématique
La méthode de Lagrange est originale (1778) et n'utilise que la linéarité de F = m.a ! 
Partant de l'équation radiale de Leibniz (1689) :
{\displaystyle {\ddot {r}}=C^{2}u^{3}-e^{2}u^{2}}
il pose comme nouvelle variable z = C²-r et trouve :
{\displaystyle {\ddot {z}}=-(GM)\cdot z\cdot u^{3}},
identique aux deux équations de départ en x & y : donc il obtient z & x & y linéairement liés, ce qui est la définition d'une ellipse (Cf. conique, discussion). CQFD

### Laplace(1798): démonstration mathématique
Laplace, sans citer Lagrange, calcule, en force brutale, sans aucune intégrale première, l'équation en I = x² + y² du troisième ordre issue du système de Keill : d'où il tire
{\displaystyle {\frac {d^{3}I}{dt^{3}}}=-{\frac {\dot {I}}{I^{3/2}}}}
Laplace en tire cette fois quatre équations linéaires identiques : 
d/dt(r^3.Z") = - Z', avec Z = r, x, y, cste. 
D'où r = a x + by + c.cste : c'est une conique !

### Hamilton(1846) et autres
Soit une ellipse ; le foyer F et sa polaire, la directrice (D). Soit P le point courant de l'ellipse et PH sa projection sur la polaire. Le théorème de Newton-Hamilton donne immédiatement la force centrale F ~ r/PH^3 soit ~ 1/r².e³.
Hamilton démontre aussi que pour tout mouvement sur une ellipse de paramètre Po, on obtient |a/\v|.Po = C^3/r^3. Donc si le mouvement est central de foyer F, |a/\v| = a.C/r d'où a ~ 1/r².
Hamilton est aussi le promoteur du renouveau de la méthode de l'hodographe circulaire que Feynman reprendra à son compte dans ses « lectures on Physics »
Hamilton va inspirer le Théorème de Siacci et puis Minkowski qui donnera beaucoup de propriétés des ovales : ceci donne encore une autre démonstration.

### Goursat etrégularisationdite deLevi-Civita
Goursat (1889), Karl Bohlin (1911), AKN {Vladimir Arnold & V. V. Kozlov, A.I. Neishtadt} reprennent la méthode z→ sqrt(z) = U (complexe) et le changement d'échelle de temps (dit de Levi-Civita ou de Sundman) dt/dT = 4 |z| : quelques lignes de calcul donnent via le théorème de l'énergie cinétique :
|dU/dT|² = 8 GM + 8 E |U|² ; soit par dérivation 
{\displaystyle {d^{2}U \over dT^{2}}+(-8E)\cdot U=0}, avec E négatif.
Donc U décrit une ellipse de Hooke et z =sqrt(U) l'ellipse de Kepler.
On aura reconnu en T(t), l'anomalie excentrique. Ce n'est donc qu'une des méthodes précédentes : mais cette méthode a des prolongements plus importants (Cf. théorème de Bertrand). Voir aussi plus bas.
Note : cette transformation du problème de Kepler en problème de Hooke est assez stupéfiante. Saari (p. 141) s'y attarde un peu plus que Vladimir Arnold (BHHH) ; peut-être est-ce justifié ; voici :
Le problème de régularisation se pose s'il y a collision, c'est-à-dire, C très voisin de zéro. Saari dit : la collision entraîne un changement brutal de 2Pi. Afin de garder la particule sur la droite sans singularité, il "suffit de penser" à garder l'arc -moitié ; soit
de changer de jauge (de fonction inconnue): {\displaystyle \ U={\sqrt {z}}} et de variable (transmutation d'échelle de temps) dT = dt/r(t)(ATTENTION au facteur 4!)
La conservation de l'énergie s'écrit 2|U'|²-1 = Eo.r
et l'équation du mouvement : {\displaystyle {\ddot {z}}=-z/r^{3}} devient :
{\displaystyle r{\frac {d^{2}z}{dT^{2}}}-{\frac {dr}{dT}}\cdot {\frac {dz}{dT}}+z=0} ,
équation linéaire sans le r au cube ! Elle conduit à :
U" -U/r [2|U'|²-1] =0
soit {\displaystyle {\frac {d^{2}U}{dT^{2}}}+(-Eo/2)\cdot U=0} (équation de Hooke).
Le gros avantage de cette solution est qu'elle est stable-numérique : les solutions restent sur la même iso-énergie.
Kustaanheimo (1924-1997) et Stiefel (1909-1978) en 1964 utilisèrent enfin les quaternions pour transformer le problème de Kepler dans R^3 en celui de Hooke dans R^3, via R^4 ! (congrès d'Oberwolfach): il leur a suffi de prendre la quatrième coordonnées x4 = cste : alors le quaternion U se déplaçait sur la sphère ; ceci mit en exergue la symétrie SO(4) et mieux SO(4,2) qui correspondait à la version spinorielle du problème de Kepler (liée à la solution en coordonnées paraboliques) et mettait en avant le vecteur excentricité. Immédiatement, le traitement des perturbations fut amélioré[réf. incomplète], mais aussi la quantification (méthode dite de Pauli (SO(4)), et surtout la quantification lagrangienne SO(4,2), aux orbitales "paraboliques" de Kleinert (1967-1998)[réf. incomplète].
Saari donne des raisons topologiques à l'obstruction du passage de R^2 à R^3 et la nécessité de passer à R^4 (les quaternions) : la relation U^2 = z, ne pouvait se régulariser sur la sphère à cause du théorème du hérisson de Brouwer-Poincaré. Mais si on ne peut "peigner" S2, on peut peigner S3 (et même S7 : octonions), ce qui avec les trois vecteurs tangents donne la fameuse matrice 4-4 de la transformation K-S : rappelons que le maître de Stiefel était Hopf lui-même qui dressa la carte de S3 vers S2 : il n'y a pas de hasard, la formation, cela sert ![réf. incomplète].